# Great Chart with Singleton
Great Chart with Singleton is een civil parish in het bestuurlijke gebied Ashford, in het Engelse graafschap Kent met 6801 inwoners.